# Universidad Politécnica de Silesia
La Universidad Politécnica de Silesia es una universidad pública en Gliwice, Silesia, Polonia. Según ranking internacional de las universidades creado por el Consejo Superior de Investigaciones Científicas, esta universidad ocupa la séptima posición de las universidades politécnicas de Polonia y la 645.ª posición en el mundo de este tipo de universidades.

## Historia
Fue fundado en 1945 por los profesores de la Universidad Politécnica de Lwow (Leópolis) después del cambio del territorio de Polonia después de la Segunda Guerra Mundial, pero antes de 1939 había unas ideas de su creación.

## Facultades
La Universidad Politécnica de Silesia tiene 18 unidades (facultades, colegios o centros):
- Los unidades con sede en Gliwice:
  - Facultad de Arquitectura,
  - Facultad de Automática, Electrónica e Informática,
  - Facultad de Ingeniería Ambiental y Energética,
  - Facultad de Ingeniería Civil,
  - Facultad de Ingeniería Eléctrica,
  - Facultad de Matemáticas Aplicadas,
  - Facultad de Mecánica y Tecnología,
  - Facultad de Minería y Geología,
  - Facultad de Química,
  - Colegio de Idiomas Extranjeros,
  - Colegio de Pedagogía,
  - Instituto de Física - Centro de Ciencia y Didáctica

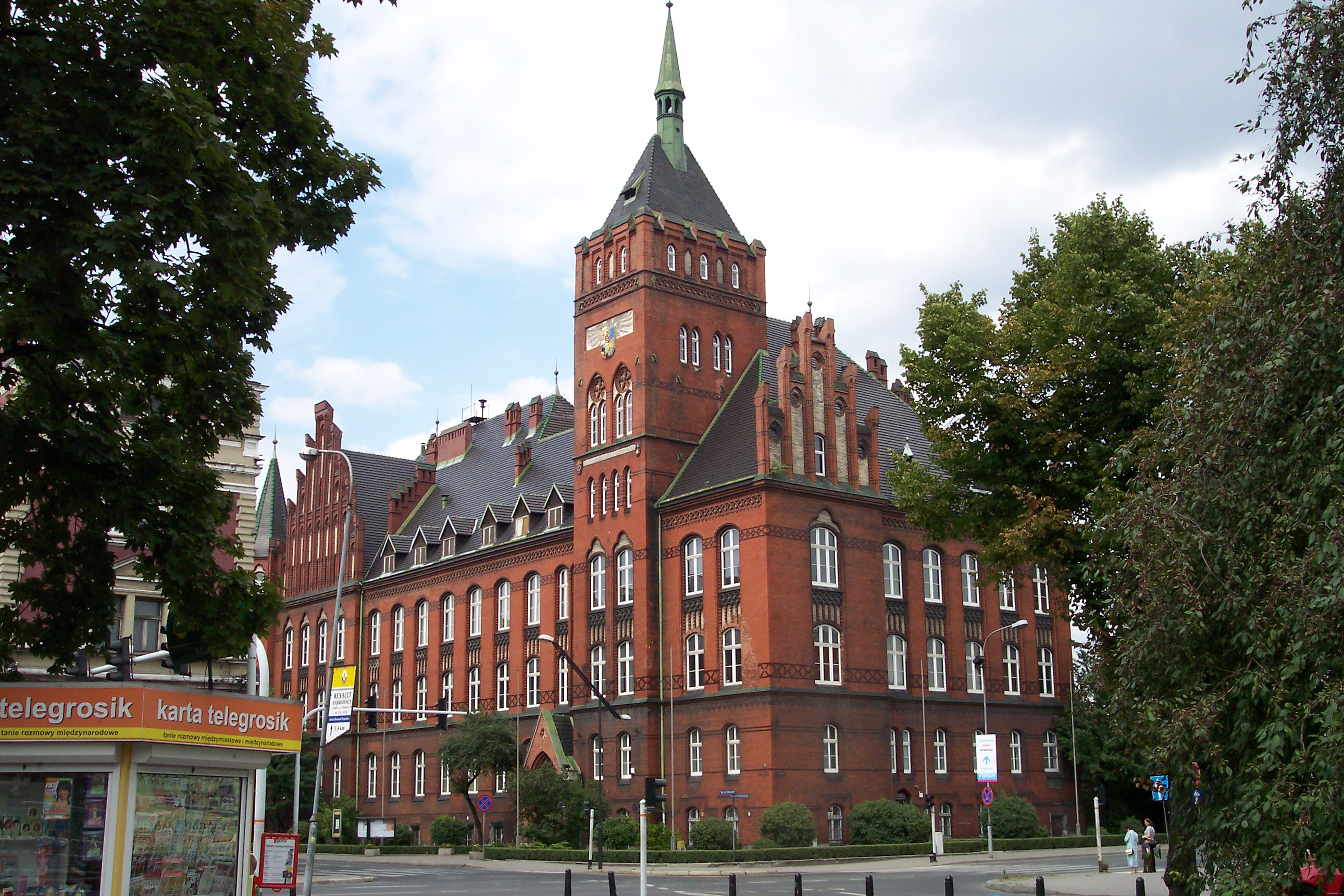
Uno de los edificios de la Facultad de Química, Química roja

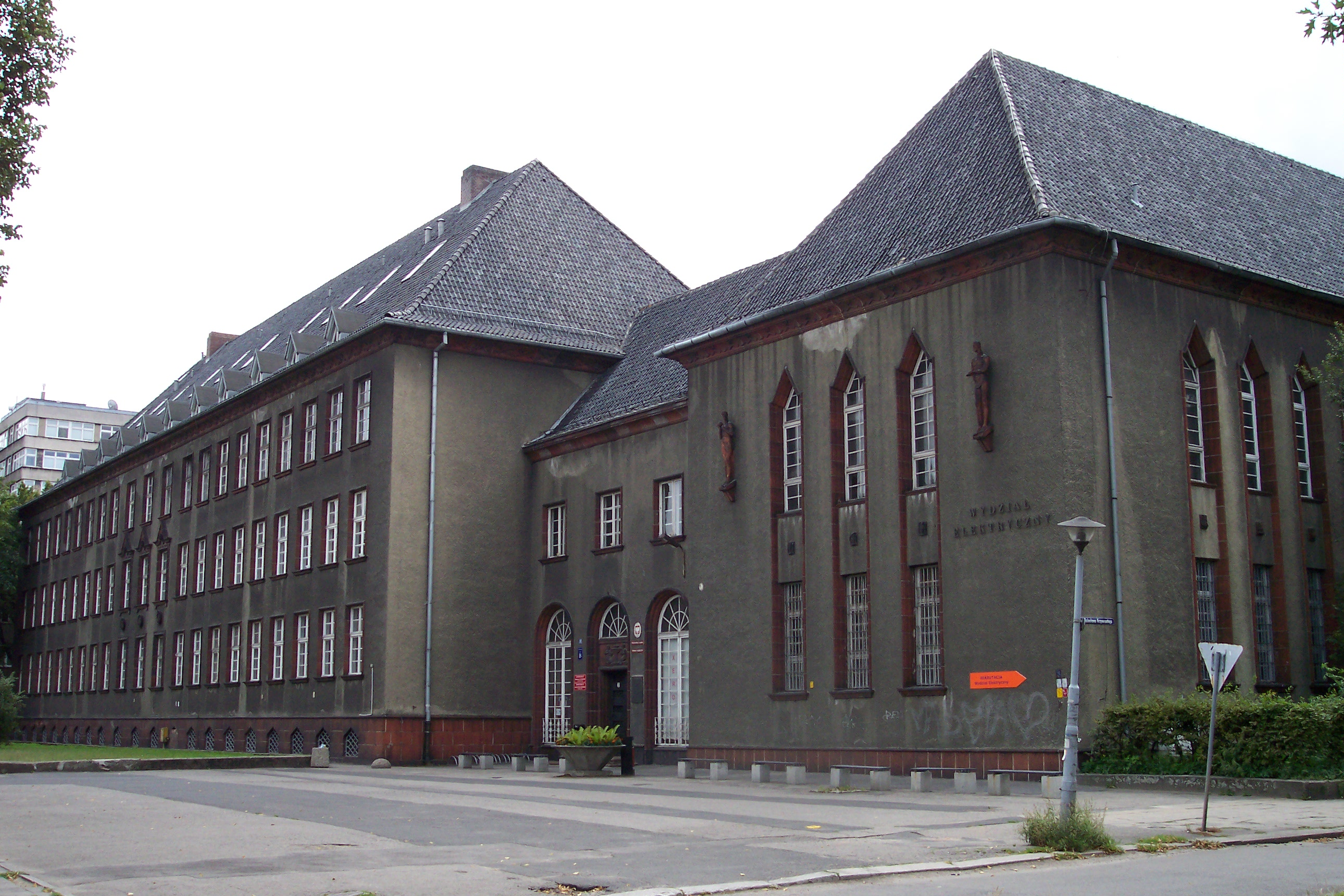
Facultad de Ingeniería Eléctrica

- Los unidades fuera Gliwice:
  - Facultad de Ingeniería Biomédica (en Zabrze)
  - Facultad de Ingeniería de Materiales y Metalurgia (en Katowice),
  - Facultad de Organización y Gestión (en Zabrze),
  - Facultad de Transporte (en Katowice),
  - Centro de Ciencia y Didáctica - Centro de Formación de Ingenieros en Rybnik,
  - Centro de Ciencia y Didáctica de Transporte Ferroviario (en Sosnowiec).

## Rectores
- Władysław Kuczewski (1945–1951)
- Michał Śmiałowski (1951–1952)
- Gabriel Kniaginin (1952–1954)
- Zbigniew Jasicki (1954–1956)
- Stanisław Piotr Ochęduszko (1956–1959)
- Tadeusz Laskowski (1959–1965)
- Jerzy Szuba (1965–1974)
- Jerzy Nawrocki (1974–1981)
- Ryszard Petela (1981–1982)
- Marian Starczewski (1982–1984)
- Antoni Niederliński (1984–1987)
- Tadeusz Chmielniak (1987–1990)
- Wilibald Winkler (1990–1996)
- Bolesław Pochopień (1996–2002)
- Wojciech Zieliński (2002–2008)
- Andrzej Karbownik (después de 1 de septiembre de 2008)